# Cyrtorhinus lividipennis
Cyrtorhinus lividipennis är en insektsart som beskrevs av Reuter 1884. Cyrtorhinus lividipennis ingår i släktet Cyrtorhinus och familjen ängsskinnbaggar. Inga underarter finns listade i Catalogue of Life.